# Athanasios Noutsos
Athanasios Noutsos (griechisch: Αθανάσιος Νούτσος, * 6. März 1985 in Euskirchen) ist ein deutscher Fußballspieler mit griechischen Wurzeln. 

## Als Spieler
Geboren in Euskirchen spielte er in seiner Kindheit für den heimischen TSC Euskirchen, später für die Bundesliganachwuchsteams des 1. FC Köln und Bayer 04 Leverkusen. Der 1,75 m große offensive Mittelfeldspieler begann seine Karriere 2004/05 in der damals drittklassigen Regionalliga Nord beim KFC Uerdingen 05. Es folgten weitere Stationen bei Preußen Münster, KSV Hessen Kassel und dem VfB Lübeck. Im Januar 2008 wagte er den Sprung in die zweite griechische Liga zu Kallithea FC, wo er die folgenden eineinhalb Jahre verbrachte. Zur Saison 2009/10 wechselte er zu Veria FC, mit denen er in die zweite Liga aufstieg. Danach spielte er auf Zypern für Digenis Akritas Morphou und wieder in Griechenland für AO Platanias. 2012 kehrte Noutsos nach Deutschland zurück. Er spielte fortan auf Amateurniveau in der Oberliga Südwest für die Vereine FC 08 Homburg, SVN Zweibrücken, Borussia Neunkirchen und SV Röchling Völklingen. Mit dem SVN Zweibrücken wurde er Oberligameister 2012/13 und stieg in die Regionalliga Südwest auf. 2017/18 spielte er für den Regionalligaabsteiger Eintracht Trier, danach ging er zurück nach NRW in seine mittelrheinische Heimat zu Viktoria Frechen. Von 2019 bis 2022 stand er dann beim Kreisligisten SV Rhenania Bessenich unter Vertrag. Anschließend verbrachte er ein Jahr bei Hilal Bergheim in der Bezirksliga und seit Anfang 2024 ist er beim TuRa Oberdrees aktiv.

## Als Trainer
In der Saison 2018/19 trainierte Noutsos neben seiner Spielertätigkeit noch die U-17 des TSC Euskirchen in der Bezirksliga und erreichte dort den 6. Platz. Im Sommer 2021 übernahm er dann für eine Spielzeit beim SV Bessenich als Spieler auch den Co-Trainerposten.